# Blepharida rhois
Blepharida rhois är en skalbaggsart som först beskrevs av Forster 1771.  Blepharida rhois ingår i släktet Blepharida och familjen bladbaggar. Inga underarter finns listade i Catalogue of Life.